# Courage International
Courage International ist ein Apostolat der römisch-katholischen Kirche, das sich an lesbische und schwule Katholiken wendet und sie ermutigt, ein keusches Leben zu führen.
Courage International darf nicht verwechselt werden mit dem zur Ex-Ex-Gay-Bewegung zählenden Courage UK. Um Verwechslungen zu vermeiden, nennt sich die Courage International im Vereinigten Königreich EnCourage.

## Ziele
Courage International gibt fünf Ziele für die Organisation an, die von den Mitgliedern der ersten Courage Gruppe verfasst wurden:
1. Keuschheit: ein keusches Leben in Übereinstimmung mit der Lehre der katholischen Kirche über Homosexualität.
2. Gebet und Hingabe: Dienst an anderen, geistliche Lesungen, Gebet, Seelsorge, häufiger Besuch der Messe und häufiger Empfang der Sakramente der Versöhnung und Eucharistie.
3. Gemeinschaft: Einen Geist der Gemeinschaft fördern, in denen alle offen über ihre Gedanken und Erfahrungen sprechen können und keiner die Probleme der Homosexualität allein konfrontieren muss.
4. Unterstützung: sich bewusst sein, dass keusche Freundschaften in einem keuschen christlichen Leben nicht nur möglich, sondern notwendig sind, sich gegenseitig ermutigen, solchen Freundschaften zu schließen und aufrechtzuerhalten.
5. Gutes Beispiel: ein Leben leben, das anderen als gutes Beispiel dienen kann.

Courage International ist Mitglied von P.A.T.H. Im Gegensatz zu andern Organisationen in P.A.T.H. erwartet Courage International von den Mitgliedern nicht, dass sie ihre sexuelle Orientierung ändern oder heterosexuelle Gefühle entwickeln. Es steht den Mitgliedern frei, diesbezüglich Hilfe zu suchen, aber auch dann hat für Courage International bei diesen Mitgliedern die Vertiefung des katholischen Glaubens und der Gehorsam gegenüber Christus erste Priorität.

## Geschichte
Courage International wurde von Terence Kardinal Cooke als Erzbischof von New York City entwickelt, als ein geistliches Unterstützungssystem, das gleichgeschlechtlich orientierte Katholiken darin unterstützen würde, nach den Richtlinien des Vatikans über sexuelles Verhalten zu leben. Siehe auch Homosexualität und römisch-katholische Kirche.
Cooke lud den Moraltheologen John F. Harvey (1918–2010) nach New York ein, der 1978 in Washington auf der Basis des Zwölf-Schritte-Programms eine Arbeit mit Homosexuellen begonnen hatte, und Harvey begann die Courage International Arbeit zusammen mit Benedict Groeschel von den Franziskanern der Erneuerung. Das erste Treffen fand im September 1980 am Schrein von Mother Seton in South Ferry statt.
Courage begann eine Gruppenarbeit für Betroffene auf der Basis von fünf selbstformulierten Zielen, die aber nicht die einzige Aktivität bleiben sollte. Aufgrund von zahlreichen Anfragen von Angehörigen wurde Encourage gegründet, das sich nach dem Vorbild von Al-Anon. Jährliche Konferenzen von Delegierten aller Ortsgruppen kamen dazu. Ein Netzwerk Priests with Courage bildete sich speziell für Priester, die mit homosexuellen Neigungen kämpfen. Heute führt Courage International Diskussionsgruppen für verschiedene Altersstufen und Interessengruppen auf der Basis von Mailinglisten.
Heute ist Courage International rechtlich als Non-Profit-Organisation etabliert. Der Nachfolger des verstorbenen John F. Harvey ist Paul Check.

## Verbreitung
Courage International ist offiziell von der römisch-katholischen Kirche anerkannt und hat durch die Unterstützung der Kurie heute Ortsgruppen in 75 Diözesen der Vereinigten Staaten. Die Organisation hat sich auf englischsprechende Länder wie Australien, Kanada, Neuseeland, Großbritannien (unter dem Namen EnCourage), Irland und Westindien verbreitet, aber auch in andere Länder mit starker katholischer Tradition wie die Philippinen, Polen, Slowenien und die Slowakei.
2005 bildete Courage International einen Zweig in spanischer Sprache namens Courage Latino mit Hauptsitz in Mexiko-Stadt. Dieser Zweig erstreckt sich gegenwärtig auf Mexiko, El Salvador, Guatemala, Argentinien, Kolumbien, Spanien und Venezuela.
In den Vereinigten Staaten wird Courage International durch Beiträge der Erzdiözese von New York und durch Spenden finanziert. Die einzelnen Ortsgruppen sind finanziell selbständig und existieren mit der Erlaubnis des zuständigen Bischofs. Courage International wurde 2006 von der katholischen Bischofskonferenz der Vereinigten Staaten als Beispiel für eine der katholischen Lehre entsprechende Unterstützungsgruppe für Katholiken mit homosexuellen Neigungen aufgeführt.
Courage International hat auch ein Programm namens Encourage, das sich an Verwandte und Freunde von homosexuell Lebenden richtet.

## Gegenpositionen
Courage International wird oft mit DignityUSA verglichen: Während Courage gleichgeschlechtlich orientierte Katholiken unterstützt, die sich an das kirchliche Gebot der sexuellen Abstinenz für alle unverheirateten Personen halten möchten, vertritt Dignity die Sicht, dass aktive sexuelle Beziehungen zwischen zustimmenden gleichgeschlechtlichen Erwachsenen moralisch positiv zu bewerten seien – eine Sicht, die im Widerspruch zur Lehre der römisch-katholischen Kirche steht.
Von Schwulenorganisationen wird Courage International oft Nähe zu NARTH vorgeworfen, da beide Gruppen Mitglieder von P.A.T.H. sind.
DignityUSA und Schwulenorganisationen betrachten Courage International als eine Gruppe innerhalb der Ex-Gay-Bewegung. Courage International entgegnet dem, dass sie den Ausdruck Ex-Gay zurückweisen, da ihre Mitglieder sich auch vor ihrer Zeit bei Courage praktisch nie zur Schwulenbewegung zählten, sondern als Menschen mit homosexuellen Tendenzen sahen. Eine Veränderung der sexuellen Orientierung werde von Courage nicht direkt angestrebt, komme aber vor.